# Brie (Ariège)
Brie é uma comuna francesa na região administrativa de Occitânia, no departamento de Ariège.